# Malcoha cara-rogenc
El malcoha cara-rogenc  (Phaenicophaeus pyrrhocephalus) és una espècie d'ocell de la família dels cucúlids (Cuculidae) que habita zones boscoses de Sri Lanka.